# Antero Kesäniemi
Yrjö Antero Kesäniemi, född 2 december 1944 i Varkaus, är en finländsk läkare, specialist i invärtes medicin och geriatrik.
Kesäniemi avlade medicine och kirurgie doktorsexamen 1974. År 1986 utnämndes han till professor i intern medicin vid Uleåborgs universitet. Hans vetenskapliga aktivitet rör kolesterol- och fettmetabolismen, artärskleros, hypertension och diabetes.
År 2007 mottog han Stiftelsen för hjärtforsknings hederspris.